# Monte Ne
Monte Ne es un área en las colinas de Ozark del valle del río Blanco al este de Rogers, al borde de Beaver Lake, en el estado estadounidense de Arkansas. Desde 1901 hasta mediados de la década de 1930, el área era un balneario y una ambiciosa comunidad planificada. Era propiedad de William Hope Harvey, teórico financiero y nominado a la presidencia de los Estados Unidos. Dos de sus hoteles,"Missouri Row" y "Oklahoma Row", eran los edificios de troncos más grandes del mundo. La "sección de la torre" de Oklahoma Row es uno de los primeros ejemplos de una estructura de hormigón de varios pisos. La torre es la única estructura del Monte Ne en pie que se puede ver a los niveles normales del lago. Monte Ne introdujo la primera piscina cubierta en Arkansas, y fue también el sitio de la única convención presidencial que se ha llevado a cabo en el estado.
El complejo de Monte Ne no fue un éxito financiero, debido en parte al fracaso de Harvey para manejar adecuadamente los fondos del complejo. Todas las empresas asociadas con el concepto original de Harvey Monte Ne nunca se completaron o experimentaron bancarrota, y poco después de su muerte en 1936, la propiedad se vendió en lotes. El resto del balneario y la ciudad fue casi completamente sumergida después de la creación de Beaver Lake en 1964. Todo lo que queda hoy en día son cimientos y una estructura severamente vandalizada. El área al borde de Beaver Lake, que todavía se conoce como Monte Ne, es propiedad y está administrada por el Cuerpo de Ingenieros del Ejército de los Estados Unidos y sirve principalmente como rampa para botes.

## Antes de Harvey
Se sabía que la zona que se convertiría en Monte Ne contaba con dos establecimientos que a menudo se consideraban esenciales para un asentamiento pionero, un molino y una destilería. No se sabe cuándo se construyó la destilería. Era propiedad de Abe McGarrah y su cuñado en la década de 1830; también tenían una pequeña tienda. La producción de la destilería cada día fue de treinta galones calculada por el calibrador de whisky federal que residía en el área. El molino fue construido en 1856 y era propiedad de J. R. Pettigrew. Más tarde sería propiedad de James Wyeth y Amelia Crowder Blake, los padres de Betty Blake, a quien a menudo se le conoce como la "Dama Líder" de Rogers, y que se casó con el artista Will Rogers en 1908. En 1875, la oficina de correos de la zona cambió su nombre de Mountain Springs a Pettigrew's Mill. Los Blakes fueron dueños del molino hasta 1882, cuando James Blake murió. El molino fue posteriormente operado por David Portnell de 1889 a 1895. Vendió su participación en el molino a un ministro retirado de la Congregación, J. G. Bailey. Bailey más tarde se convirtió en jefe de correos. Pidió al Departamento de Correos que cambiara el nombre de la oficina a Vinola, en honor a un conocido viñedo que pertenecía a su vecino Carl A. Starek. La carta estaba escrita en letra larga, y la o y yo estábamos demasiado juntos. Como resultado, el secretario judicial malinterpretó el nombre como "Vinda", que es como fue grabado. El nombre del área fue luego cambiado a Silver Springs. Bailey vendió 325 acres de tierra y una cabaña a Harvey.

## Coin Harvey

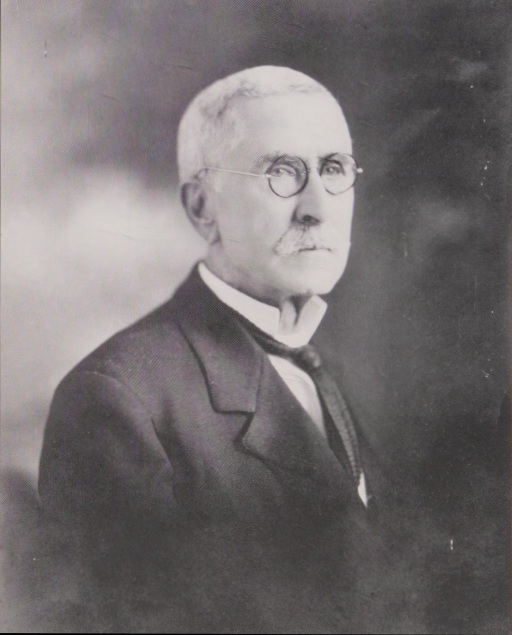
William "Coin" Hope Harvey

Monte Ne fue enteramente concebido y financiado por William "Coin" Hope Harvey, un conocido hombre de negocios, político, conferencista y autor durante la década de 1890. Aunque Harvey fue financieramente exitoso en la minería de plata en Colorado, Monte Ne parece haber sido financiado principalmente por las ventas de los escritos de Harvey que trataban sobre el tema de la plata libre. Su folleto más popular, titulado Coin's Financial School, fue publicado en 1893. Las ventas fueron impulsadas por la participación de Harvey en la campaña presidencial de 1896 de William Jennings Bryan, y vendió dos millones de copias. Aunque Bryan perdió su candidatura al cargo de presidente, Harvey se había vuelto tan importante para la campaña que fue nombrado presidente del Comité de Medios y Caminos Democráticos para recaudar dinero para la campaña de 1900. Sin embargo, como resultado de un conflicto antes de la campaña, renunció a su cargo.

Durante la campaña de 1900, Harvey había visitado el noroeste de Arkansas, un área conocida por su belleza natural prístina. En octubre de 1900 compró 320 acres (130 hectáreas) de tierra en Silver Springs (cerca del presente Rogers) al Reverendo Bailey. A partir de ese momento vivió en Arkansas, y afirmó que prefería el estado porque no tenía grandes ciudades o gente muy rica. Dejando a su familia en Chicago, Harvey se mudó a la destartalada casa del reverendo Bailey. El hijo de Harvey, Tom, se unió a él poco después para ayudar a preparar la casa para el resto de la familia. Más tarde se unieron a ellos la esposa de Harvey, Anna, y sus hijos, Annette y Hal. La casa se quemó unos meses después de que se instalaron, y todas las posesiones de la familia, incluyendo la gran biblioteca de Harvey, se perdieron. Harvey no tenía seguro de la casa, y después de su destrucción Anna regresó a Chicago, regresando a Arkansas sólo unas pocas veces después para breves visitas.

La compra de la tierra de Harvey en Silver Springs coincidió con un deseo del administrador de correos local de cambiar el nombre del área, porque a menudo se confundía con Siloam Springs, Arkansas. Harvey eligió el nombre Monte Ne, que supuestamente combinaba las palabras en español e indio omaha para el agua de montaña, porque "encajaba perfectamente en la lengua". Harvey estaba familiarizado con los balnearios europeos y quería convertir Monte Ne en un "abrevadero" en los ozarks. Primero comisionó el dragado de un canal, y Silver Springs Creek se estrechó entre Big Spring y Elixir Spring, que creó el lago Big Spring Lake. El arroyo fue entonces canalizado para formar lo que Harvey denominó "la laguna". Se construyeron muros de contención de piedra caliza a lo largo de las riberas de los arroyos y el lago, y a lo largo de paseos marítimos y áreas de parques. Monte Ne se convirtió rápidamente en un lugar popular para la navegación de placer, picnics y otras actividades al aire libre. Mucha gente notó cuán claro era el agua. El Demócrata Rogers dijo que parecía "alcohol puro".

## Línea de hoteles
En diciembre de 1900, Harvey formó la Monte Ne Investment Company, que mantenía las escrituras de todas las tierras, con 52.000 dólares de los Estados Unidos de América y 48.000 dólares propios. El primer hotel terminado fue el Hotel Monte Ne en abril de 1901, que abrió sus puertas en mayo. Tenía tres pisos de altura y tenía dos alas de 91 m de largo. Cada habitación tenía una puerta de entrada al exterior, y el hotel estaba rodeado de amplios porches.

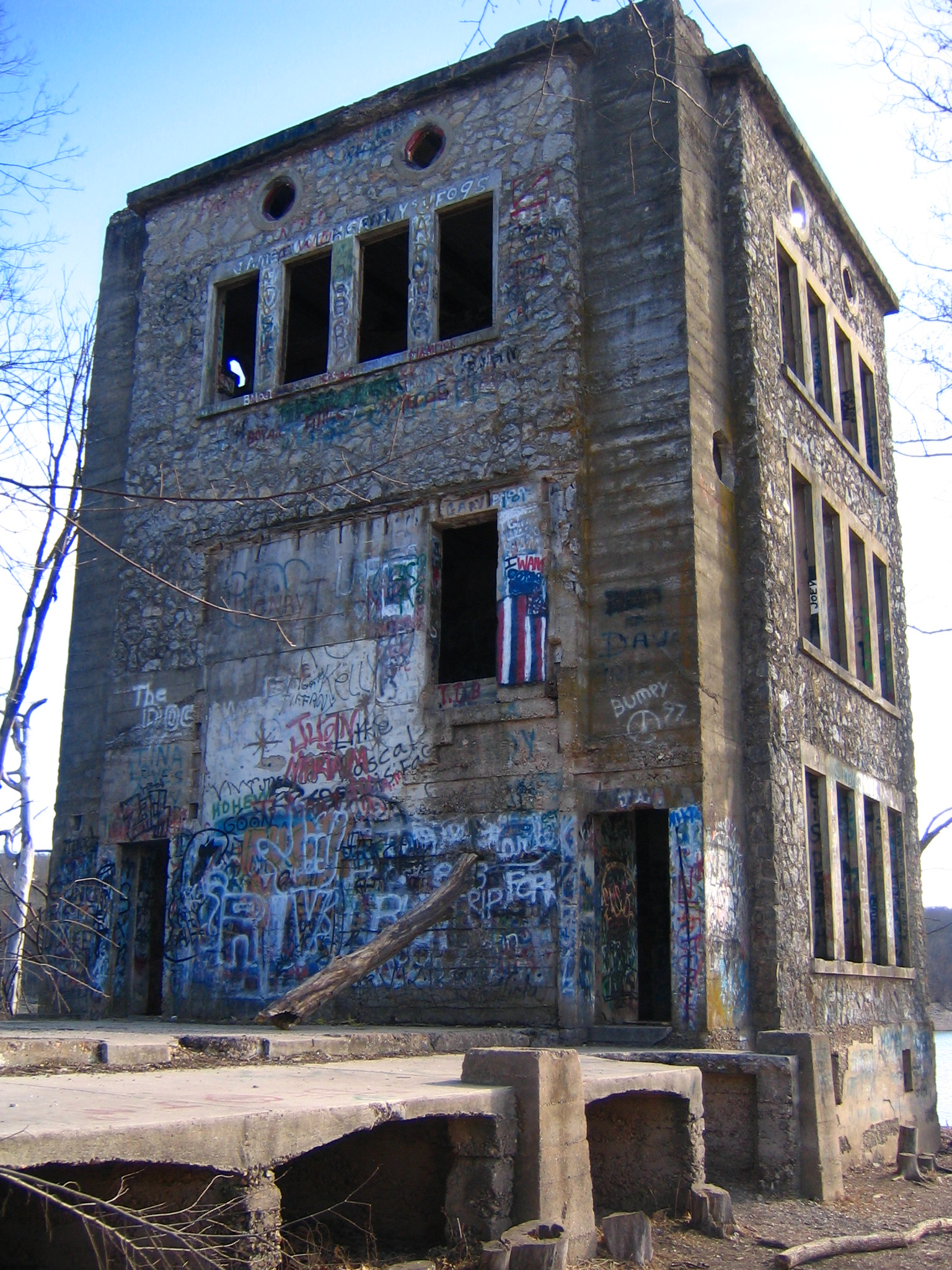
La sección de la torre de tres pisos, los cimientos y parte del sótano son todo lo que queda de Oklahoma Row.

En abril de 1904, Harvey organizó el Hotel Monte Ne Club House Hotel and Cottage Company con un capital social de $250,000 dólares. Louis, fue arquitecto y superintendente de la compañía. Harvey quería construir cinco grandes hoteles: un edificio principal de tres pisos llamado Club House Hotel y cuatro filas de casas de campo de 91 a 137 metros de largo, cada una con el nombre de un estado limítrofe con Arkansas. Los accionistas de la compañía recibieron certificados bursátiles que otorgaban privilegios tales como el transporte en el Ferrocarril Monte Ne con un equipaje de 68 kg (150 lb) y un 25% de descuento para el accionista y su familia en el Hotel Monte Ne. Missouri Row, iniciado en agosto de 1904, fue el primer hotel construido. Este edificio diseñado por Clarke tenía 46 pies (14 m) de ancho y 305 pies (93 m) de largo y estaba construido con 8.000 troncos con piso de concreto y techo de tejas rojas. Se utilizaron catorce mil pies cúbicos (396 m³) de hormigón. Los azulejos fueron enviados desde Chicago. El centro y los dos extremos del hotel se elevaron a dos pisos, el resto siendo una sola historia. El Hotel Monte Ne y Missouri Row tenían porches de 175 metros de largo. El hotel tenía cuarenta habitaciones de 16 pies cuadrados (4,9 metros cuadrados), cada una con chimenea. Harvey empleó a carpinteros y albañiles del área para construir Missouri Row. En abril de 1905, para ahorrar tiempo y dinero, el horario de trabajo cambió de 9 a 10 horas por día y se redujeron algunos salarios. Muchos trabajadores se fueron a la huelga, y cuando sus demandas no se cumplieron, renunciaron. Los hombres formaron un sindicato, y aunque Harvey se consideraba amigo del trabajador, él veía a los sindicatos como otro tipo de monopolio o confianza. La huelga retrasó la construcción, pero a finales de mayo de 1905, había una fuerza laboral completa. En julio, en las habitaciones se instalaron alfombras, lavabos y muebles, incluso camas de hierro y latón. Las bolas de cañón y las conchas del campo de batalla de Pea Ridge se hundieron en el porche de hormigón a cada lado de la entrada principal. El hotel abrió sus puertas en septiembre de 1905 con tarifas de $1 por día y $6 por semana.
En febrero de 1907, con casi 300 nuevos accionistas, Harvey comenzó la construcción de su próximo hotel, Oklahoma Row, también diseñado por A. O. Clarke. Fue construido al oeste de Missouri Row con un amplio jardin. Tenía troncos similares, piedra de concreto, y baldosas. El comedor estaba en el extremo norte. Cada una de las 40 habitaciones tenía chimeneas, al igual que el comedor y el hall central. Cada habitación tenía luces eléctricas, alcantarillado y agua de manantial. El hotel también contaba con una torre de hormigón de tres pisos, una de las primeras construcciones de hormigón de varios pisos del país. Oklahoma Row y otros proyectos de construcción drenaron los fondos de Harvey. Harvey logró recaudar suficiente dinero para terminar Oklahoma Row, pero debido a su falta de fondos, cuando ese hotel finalmente abrió no hubo ningún evento de gala, como había habido cuando Missouri Row estaba terminado.

### Canción
En 1901, Harvey encargó una canción para Monte Ne. "Beautiful Monte Ne" fue escrito por un local de Rogers, Edward Wolfe, y derechos de autor por Harvey en 1906.

Hermoso Monte Ne, el regalo de Dios al hombre dicen.
Resort de salud de todo el mundo es el hermoso Monte Ne.
Mejillas rosadas y sangre más pura se ganan día a día. En el aire de montaña agua extraña en el hermoso Monte Ne

## Ferrocarril
Harvey necesitaba una forma de llevar gente a Monte Ne. En 1900, había pocas carreteras adecuadas y los automóviles todavía no eran prácticos. La solución natural parecía ser construir un ferrocarril desde Lowell, Arkansas hasta Monte Ne. La Comisión de Ferrocarriles de Arkansas otorgó una carta constitutiva el 26 de abril de 1902, y la Monte Ne Railway Company se constituyó en mayo de 1902, con un capital social de $250,000 dólares. Además de Harvey, la compañía incluía: Carl A. Starck, P. G. Davidson, A. L. Williams, B. R. Davidson, J. H. McIlroy, J. W. Kimmons, F. F. Freeman, J. F. Felker, Robert H. Harven y Thomas W. Harvey (hermano de Coin). Otro de los hermanos de Harvey, un banquero de Huntington, Virginia Occidental, amuebló 25.000 dólares. De las 250 acciones de la compañía, 240 estaban registradas a nombre de Harvey. El ramal ferroviario privado de cinco millas (8 km) comenzó en la estación de transferencia de Lowell. Se colocaron catorce mil tablones de roble atravesando Cross Hollows, al sur de Rogers, donde se cruzaron dos barrancos. Luego pasó por Limedale, terminando sobre el lago Big Spring Lake en un depósito de cabañas de troncos con salas de espera al aire libre. Harvey alquiló una  locomotora, un vagon y un coche de pasajeros del ferrocarril de San Luis y San Francisco. El ferrocarril abrió sus puertas el 19 de junio de 1902. Harvey importó una góndola de 15 metros de Venecia en julio de 1901 para recibir a los huéspedes que llegaban en tren y llevarlos al resort.

La góndola era una atracción muy popular, y Harvey a menudo promovía Monte Ne como:"el único lugar en América donde la góndola se encuentra con el tren".
El pequeño ferrocarril se rompió unos años después. Alrededor de esta época, se estaba formando el Arkansas, Oklahoma & Western Railroad (AO&W). El ferrocarril corría desde Rogers hasta Siloam Springs, a una distancia de aproximadamente 30 millas (43 km). Fue abierto para tráfico el día de Año Nuevo de 1908, conectando con el Frisco en Rogers y la ciudad de Kansas City, Pittsburgh y el Golfo (P&G) en Siloam Springs. La AO&W planeaba construir hacia el este hasta Eureka Springs. El 1 de diciembre de 1909, la AO&W adquirió el ferrocarril Monte Ne. Para conectar el AO&W y el Monte Ne, habría que colocar un riel desde Hazelwood, Arkansas en el AO&W hasta Lowell; la línea de Frisco estaba en el camino, y no permitirían una conexión. El AO&W construyó en su lugar un costoso paso subterráneo del Frisco. La construcción del paso subterráneo permitió a la línea Monte Ne entregar gran parte de su negocio de transporte de carga saliente a AO&W en lugar de a la competencia Frisco. Así que la línea disfrutó de un breve pero sustancial volumen de tráfico de carga saliente de la Rogers White Lime Company localizada en Limedale. El paso subterráneo todavía existe y sigue siendo cruzado por trenes de la División Central de Frisco sucesora de Arkansas y Missouri Railroad.
La AO&W se declaró en bancarrota unos años más tarde y fue comprada por otra línea de ferrocarril de reciente creación, el Kansas City & Memphis Railroad (KC&M) a principios de 1911. Se construiría desde Cave Springs, a unas pocas millas al oeste de Rogers, a través de Fayetteville y hacia Memphis, Tennessee. En 1912, la empresa Ozark Land and Lumber Company comenzó la construcción de una extensión de 5 millas al este de Monte Ne, desde el río White River hasta la comunidad de Piney, y alquiló la línea a la KC&M. El puente White River constaba de 780 pies de caballete y 2.152 pies de vigas de acero, lo que lo convierte en el puente ferroviario más largo del condado de Benton. Esta ampliación se utilizó para transportar productos forestales. El KC&M entró en quiebra en 1914, y en septiembre de ese año terminó el servicio de pasajeros a Monte Ne. Cuando Estados Unidos entró en la Primera Guerra Mundial en 1917, muchos ferrocarriles fueron confiscados por el gobierno de Estados Unidos. El KC&M no fue embargado, y debido a las decisiones desfavorables de la Administración de Ferrocarriles de los Estados Unidos y la Comisión de Ferrocarriles de Arkansas vieron que gran parte de sus ingresos se evaporaron. En enero de 1918 Roscoe Hobbs, uno de los receptores de la corte nombrada por el KC&M, fue a Washington, D. C. para prestar testimonio ante el Comité de Comercio Interestatal del Senado sobre los efectos de estas decisiones en los ferrocarriles pequeños. Como parte de ese testimonio, Hobbs reportó 215 carros de la Rogers White Lime Company y 216 carros de apoyo para minas y rieles que se transportaban en la parte de Monte Ne del ferrocarril en 1917. Hobbs no tuvo éxito en revertir las decisiones, y la mayoría de las partes del KC&M fueron abandonadas en octubre de 1918. La porción de Monte Ne fue utilizada hasta 1919. El puente del río Blanco sobrevivió más tiempo y fue utilizado para el tráfico de caballos y peatones antes de volverse inseguro. Los tramos de acero fueron desguazados durante la Segunda Guerra Mundial.

## Negocios
En agosto de 1901, Hal, hijo de Harvey, y su cuñado Ernest Halliday abrieron una gran casa de baños en Silver Springs Creek, al otro lado de la laguna desde el Hotel Monte Ne. La piscina cubierta fue la primera en Arkansas. Era de 25 por 50 pies (7,6 por 15 m) y 7 pies (2 m) de profundidad e incluía trampolines y toboganes. El agua del manantial fluía hacia la piscina, la mitad de la cual estaba seccionada y contenía agua calentada procedente de una caldera de leña. La casa de baños también tenía una bolera de dos carriles. La piscina siguió siendo una atracción popular durante toda la vida de Monte Ne hasta la apertura de una piscina al aire libre en Willola en 1923.

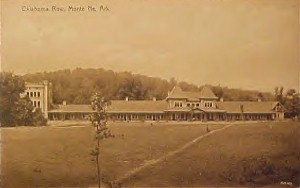
Tarjeta postal Monte Ne de 1910 mostrando Oklahoma Row

En abril, Harvey comenzó a buscar industrias para mudarse a Monte Ne, pero pocas en realidad lo hicieron. La pequeña zona céntrica de Monte Ne tenía una vez una tienda general, un establo, un molino y una oficina de correos. La tienda general también sirvió como anfitriona de obras escolares y como logia masónica.
Harvey emitió su propio dinero, o bono, que fue aceptado y utilizado como efectivo en Monte Ne y sus alrededores. El bono era una forma de financiar su mercantil sin requerir capital operativo. Harvey compraría artículos con el bono y prometió canjearlos en un plazo de 30 días. Si el artículo no se vendió, la escritura no tenía valor. También en el centro estaba el Banco de Monte Ne. Fue organizado por Harvey en 1905 y el edificio fue diseñado, como muchos edificios en Monte Ne, por A. O. Clarke. El edificio de dos pisos, de 15 x 21 m (50 por 70 pies) de altura (usualmente conocido como el "Bloque del Banco") incluía el banco y un almacén en la planta principal, así como un cuarto de hospedaje y oficinas en el segundo piso. El edificio estaba enfrente de la oficina de correos. El Interstate Bankers' Summer Club celebró allí su reunión de 1906 y el albergue local Odd Fellows se encontraba entre los grupos que utilizaron las oficinas de arriba. Harvey vendía acciones en el banco por $15 la acción. El banco duró hasta 1914. Los depositantes y prestamistas fueron pagados y cualquier otro fondo fue transferido a un banco en Rogers.</ref>
Para ayudar a atraer a los turistas, Harvey a menudo traía músicos y organizaba bailes y otros eventos para dar a Monte Ne un ambiente festivo constante. Utilizó el Monte Ne Herald, dirigido por su hijo Tom, para promover estos eventos. El periódico sólo duró hasta 1905, probablemente debido a problemas financieros y a la publicación de ataques personales por parte de Harvey. Hubo eventos deportivos en Monte Ne como tenis, croquet y caza del zorro. Monte Ne también tenía el primer campo de golf, que fue construido antes de 1909. La naturaleza difícil de complacer de Harvey a menudo terminaba alejando a más personas de las que atraía. Harvey tenía una política de apagado de luz a las 10 p. m., y cortaría la electricidad principal a la ciudad si la política era desobedecida, lo que provocaría que los huéspedes descontentos se fueran prematuramente. También fue criticado por celebrar eventos el domingo y por prohibir la entrada de niños y personas enfermas en el balneario.

## Carreteras
Después de que el Ferrocarril Monte Ne falló, Harvey necesitaba encontrar otras maneras para que la gente llegara a su resort. Se dio cuenta de la importancia del automóvil, y en 1911 hizo campaña para un proyecto que llamó "La Gran Vía Blanca", una autopista entre Monte Ne y Muskogee, Oklahoma. Harvey pidió que el Club Comercial de Rogers celebrara una reunión de "Buenos Caminos"; sin embargo, ellos no sintieron que era su reunión porque, aunque estaban bastante bien atendidos, casi ningún empresario Rogers estaba presente. Harvey evaluó que el proyecto le costaría a Rogers $5.000 sin su permiso o consentimiento, y esta estimación era mucho menor de lo que los ingenieros que aconsejaban a los empresarios de Rogers creían que costaría. Finalmente, el proyecto de la "Gran Vía Blanca" fracasó, y Harvey culpó a la comunidad de Rogers por la falta de apoyo.
En 1913 encabezó la fundación de The Ozark Trails Association (OTA) para promover la construcción y educación del diseño de carreteras de calidad, pero no para construirlas o financiarlas. Sin embargo, parece haber tomado una opinión más igualitaria de los Senderos Ozark a medida que pasaba el tiempo, porque luego dijo:"Mi inclinación corre hacia hacer algo de naturaleza progresista que promueva el bien colectivo, y ahora he concentrado toda esa inclinación en llevar a cabo un sistema". La Ozark Trails Association se convirtió en el esfuerzo más exitoso de Harvey. El interés en el proyecto se extendió y la membresía aumentó a 7,000 delegados de estados tan lejanos como Nuevo México. El grupo construyó grandes obeliscos, enumerando los nombres de los benefactores, a lo largo de las rutas y senderos que patrocinó. Incluso se postuló para el Congreso en una plataforma de construcción de un sistema nacional de carreteras, pero perdió ante John W. Tillman que tenía un fuerte apoyo en el condado de Washington.
El interés en el grupo comenzó a vacilar notablemente cuando Harvey finalmente dimitió como presidente en una convención de 1920 en Pittsburg, Kansas, a la que asistieron sólo 200 delegados. A mediados de la década de 1920, las carreteras y caminos se habían convertido en carreteras completamente financiadas por el gobierno y ya no había necesidad de patrocinio local. El sistema del grupo de darles nombres históricos y los de los contribuyentes también se habían vuelto confusos e ineficientes debido a la miríada de nombres y disputas sobre diferentes nombres para el mismo tramo de carretera, por lo que la Oficina de Carreteras Públicas de los Estados Unidos (BPR) cambió todos los nombres de las carreteras a números uniformes, a pesar de la feroz protesta de la OTA. El grupo había perdido su relevancia y se disolvió en 1924, pero muchas de las carreteras que ayudaron a desarrollar pasaron a formar parte de la histórica Ruta 66 de los Estados Unidos.
Otro grupo, sin afiliación pero con el mismo nombre, fue creado a principios de la década de 1970 para promover el mantenimiento de senderos recreativos en los Ozarks.

## La Pirámide
Para 1910, Harvey estaba enfrentando serios reveses. El hijo de Harvey Hal había muerto en 1903 y fue enterrado en un mausoleo en Monte Ne. Su otro hijo, Tom, se había ido en 1908 para no volver nunca. La próxima década tampoco traería mejores noticias para Harvey. Harvey y su esposa, Anna, estaban ahora permanentemente separados después de 25 años de matrimonio. El amigo cercano de Harvey, William Jennings Bryan, no encontró un lugar para él en la nueva administración de Woodrow Wilson. La candidatura de Harvey en 1913 para el Tercer Distrito Congresional de Arkansas también fracasó. Su Monte Ne también estaba fallando. El ferrocarril había sido vendido y sería desguazado después de la Primera Guerra Mundial. El Banco de Monte Ne también había dejado de funcionar. Ante estos severos dilemas, Harvey había empezado a pensar que el fin de la civilización estaba cerca. En febrero de 1920, publicó Common Sense, en el que Harvey anunció su intención de dejar un mensaje para el futuro en forma de pirámide.

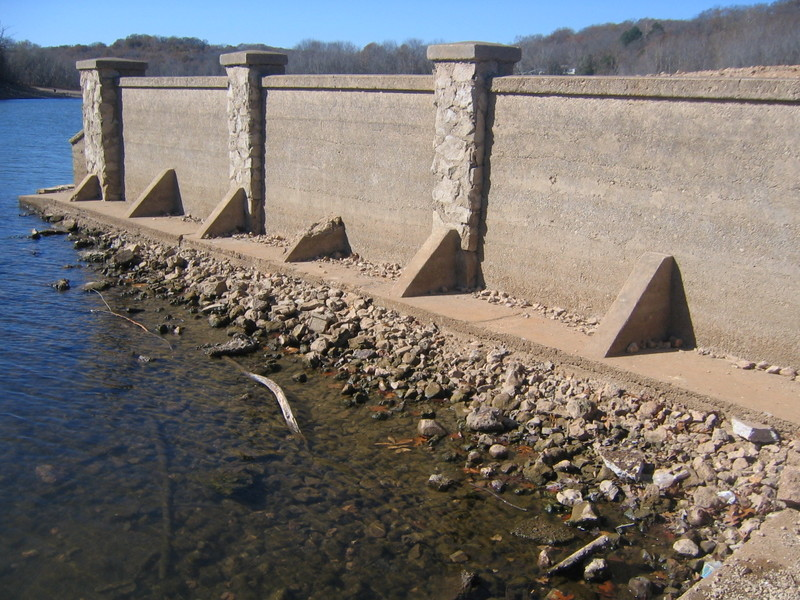
Muro de contención construido para la Pirámide. Normalmente está sumergida.

Harvey investigó a fondo la historia de las montañas Ozark. Afirmó que eran algunas de las montañas más antiguas del mundo y definitivamente la más antigua de los Estados Unidos. No habían sido tocados por volcanes y terremotos. Él creía que las montañas alrededor de Monte Ne se desmoronarían y llenarían el valle de limo y sedimento. Creyendo que las montañas tenían aproximadamente 240 pies (73 m) de altura, Harvey planeó construir un enorme obelisco de concreto, y su piedra se mantendría por encima de los escombros. Los arqueólogos en un futuro lejano podrían excavar y encontrar el monumento. Llamó al proyecto "La Pirámide"y dedicó el resto de su vida a su construcción.
La primera parte del obelisco sería de 12 m² y 3 m de altura. Entonces se reduciría a 32 pies cuadrados (9 m²) y se elevaría a 35 pies (11 m). El siguiente tramo sería de 6 m² (22 pies cuadrados) y ascendería 26 m (85 pies) hasta llegar a 1,8 m² (6 pies cuadrados) en la parte superior. La altura total sería de 130 pies (40 m). En el pedestal habría 300 pies cuadrados (91 m²) de superficie construida. Los libros de Harvey, que explicaban la civilización del siglo XX, así como un globo terráqueo, una biblia, enciclopedias y periódicos, debían colocarse dentro de dos bóvedas y sellarse herméticamente en vidrio. Harvey también quería colocar en esta gran sala:"numerosos artículos pequeños que ahora se usan en la vida doméstica e industrial, desde el tamaño de una aguja y un alfiler de seguridad hasta una Victrola". Se estimó que la construcción utilizaría 16.000 bolsas de cemento, 30.000 pies cúbicos (850 m³) de arena, 58.000 pies cúbicos (1.642 m³) de grava y toneladas de refuerzo de acero corrugado. La Asociación de Cemento Portland donó el servicio de uno de sus expertos, quien declaró que la Pirámide no se deterioraría o sufriría de erosión y duraría por más de un millón de años. Para evitar que el agua en el valle interfiera con los cimientos y para apuntalar el montículo bajo para soportar la pesada pirámide, Harvey construyó un muro de contención de piedra y concreto de 50 m de largo.
También construyó un anfiteatro semicircular, con terrazas, en los cimientos de la pirámide, que llamó el "vestíbulo". Él tenía la intención de alquilar esto y utilizar los ingresos para el proyecto de la pirámide. La tierra para el anfiteatro fue excavada por primera vez a finales de 1923, y la construcción continuó durante los cinco años siguientes siempre que había financiamiento, materiales de construcción y mano de obra disponibles. A diferencia de otros proyectos de construcción Monte Ne diseñados por el arquitecto A. O. Clark, el anfiteatro aparentemente no tenía ninguna entrada arquitectónica y no fue construido de acuerdo a planos o un solo diseño. Los que trabajaban con Harvey notaron que él parecía "resolverlo en su mente día a día". El resultado fue una estructura única, de formación irregular, con capacidad para 500 a 1.000 personas. El anfiteatro tenía un promedio de 20 pies (6 m) de altura y 140 pies (43 m) de largo. En medio del anfiteatro había una pequeña isla con dos sillas de hormigón y un sofá de hormigón, destinado a una orquesta para tocar o un orador para hacer una presentación. Harvey dedicó el anfiteatro ante 500 personas en 1928.
Después de la manía egipcia que se apoderó del país tras el descubrimiento de la tumba del rey Tut en 1922, el proyecto de la Pirámide de Harvey despertó mucho interés y fue ampliamente reportado en todo Estados Unidos. Decenas de miles de personas vinieron a Monte Ne durante la década de 1920 para ver su progreso. Harvey continuó recaudando fondos de eventos realizados en el anfiteatro, como convenciones.
Harvey trasladó su oficina a su cabaña al lado del anfiteatro, mientras continuaba el trabajo en la Pirámide. En enero de 1929, Harvey, junto con Lowell y H. L. Hardin de Kansas City, incorporó el proyecto que creó la Asociación Pirámide. La asociación debía cumplir los planes de Harvey's Pyramid en caso de su muerte. El costo estimado de la pirámide en sí era de $75.000, pero Harvey agotó sus fondos en la construcción del anfiteatro. La caída bursátil de 1929 terminó con toda la construcción. En un último esfuerzo desesperado por salvar el proyecto, Harvey envió cartas a hombres ricos pidiendo fondos para completar el proyecto. En sus cartas explicaba que la civilización estaba muriendo y que sólo los ricos, como los lectores deseados, podrían salvarlo si pudieran enviar dinero para su pirámide. A pesar del hecho de que Harvey afirmaba que su correspondencia era "la carta más importante jamás escrita", no recibió ninguna respuesta y la pirámide nunca fue construida. Todo lo que queda del proyecto es un muro de contención y el anfiteatro que se encuentra bajo las aguas del lago Beaver la mayor parte del tiempo.

## Fracaso
A medida que los intereses de Harvey cambiaron a la Pirámide, los días de Monte Ne terminaron efectivamente y el número de visitantes disminuyó lentamente. Continuaron las actividades y eventos en Monte Ne, apoyados por los lugareños que todavía visitaban en gran número. Harvey vendió el Hotel Monte Ne. El hotel pasó por varios cambios de nombre y propietarios, convirtiéndose en el Hotel Blanco hacia 1912, el Randola Inn en 1918, el Hotel Frances en 1925, y en 1930 el Sleepy Valley Hotel. Los hoteles más grandes de Monte Ne continuaron activos después de que, junto con el pabellón de danza y Elixir Spring, fueron embargados y vendidos en subasta pública. De 1927 a 1932, Missouri Row y Oklahoma Row (a menudo llamados Club House Hotels en este momento) fueron la sede del Colegio Industrial y la Escuela de Teología Ozark, una escuela no sectaria dirigida por Dan W. Evans. Los hoteles albergaban alumnos -Missouri Row para niños, Oklahoma Row para niñas- y Oklahoma Row también proporcionaba aulas y comedores. Evans y su familia vivían en la torre. El pabellón de danza estaba cerrado y servía como capilla de la escuela. En mayo de 1932, después de una ejecución hipotecaria en contra de la escuela, los funcionarios escolares fueron desalojados y la propiedad fue vendida.
Después de anunciar la construcción de la Pirámide, a la edad de 69 años, Harvey comenzó a sufrir una serie de graves problemas de salud, pero continuó trabajando incansablemente. En 1926, el envenenamiento de sangre en su pie lo puso en un coma que duró varios días resultando en cirugía, y tres meses de recuperación. En 1929 él y Anna finalmente se divorciaron. Tres días después, Harvey se casó con su secretaria personal, May Leake. En 1930, sufrió una doble neumonía. También se estaba quedando ciego y necesitaba que los jóvenes le leyeran sus cartas y el periódico.
Harvey volvió a la política después del colapso bursátil de 1929 y el comienzo de la Gran Depresión. Decidió presentarse a la presidencia. Formó el Partido de la Libertad y celebró su convención nacional en Monte Ne. Fue la única convención presidencial celebrada en Arkansas. Harvey se preparó con tarifas de excursiones por ferrocarril, instalaciones para los medios de comunicación, caminos mejorados y concesiones de alimentos, anticipándose a 10.000 delegados. Él hizo una tienda de campaña en el anfiteatro, instaló asientos e instaló un sistema de amplificadores para llegar a los miles de personas que se sentarían afuera. Los delegados sólo eran elegibles para asistir si certificaban que habían leído y estaban de acuerdo con los principios del nuevo libro de Harvey, El Libro, que trataba sobre los efectos nocivos de la usura por parte del gobierno. Al final sólo asistieron 786 delegados, y Harvey fue el único candidato que los delegados pudieron acordar. Nominaron a Andrae Nordskog de Los Ángeles para vicepresidente. El Partido de la Libertad terminó fusionándose con el Partido Desempleado, y Harvey se presentó a la presidencia como independiente; sin embargo, por lo general se le suele acreditar incorrectamente como su candidato en esa elección. En cualquier caso, Franklin Delano Roosevelt ganó la elección presidencial de 1932, y Harvey sólo obtuvo 800 votos.
Harvey continuó publicando su boletín, La Campana de la Libertad, y vendió sus libros mientras su salud y vista continuaban fallando. El 11 de febrero de 1936, murió en Monte Ne por peritonitis tras un ataque de gripe intestinal. La tumba hecha para albergar a su hijo en 1903 fue abierta, y el sencillo ataúd de pino barato de Harvey y el de su hijo fueron colocados en un ataúd de vidrio lleno de copias de los libros de Harvey y algunos de sus otros papeles. La tumba fue luego resellada. El 14 de febrero se celebró un pequeño funeral y se colocó una pequeña placa con los nombres y fechas de las dos Harveys.
Murió con un saldo de $138, una deuda de $3000 y ningún testamento. Los tribunales decidieron que la propiedad que aún estaba en manos de la fundación Pirámide pertenecía a su viuda, May, quien la vendió antes de mudarse a Springfield, Misuri, para nunca regresar. Murió en 1948.

## Después de Harvey
El edificio del banco fue comprado en 1944 por D. L. King de Rogers, quien lo remodeló y lo convirtió en la sede de su compañía, Atlas Manufacturing Company, que producía equipo avícola. Sin embargo, King trasladó el negocio a Rogers al año siguiente. El edificio entonces permaneció inactivo, convirtiéndose en víctima del vandalismo. Todas sus ventanas fueron rotas y se cubrió de grafiti. Eventualmente, no era más que una cáscara de hormigón vacía y sin techo.
En 1944, Missouri y Oklahoma Row fueron vendidos a empresarios de Springdale Roy Joyce y Jim Barrack. Missouri Row fue derribado y vendido en lotes pequeños. Las tejas fueron compradas por un bufete de abogados de Little Rock. Para 1956, el edificio se había derrumbado, dejando sólo una pequeña sección en pie.
Oklahoma Row siguió proporcionando alojamiento, aunque fue administrado y administrado por varias personas diferentes. En junio de 1946, la Compañía G de la Guardia Estatal de Arkansas llevó a cabo un campamento en Monte Ne para entrenamiento de campo, utilizando las instalaciones del hotel. El acceso a Monte Ne mejoró un poco en agosto de 1947 cuando el departamento de autopistas del estado interrumpió 1,4 millas (2,25 km) de la carretera Monte Ne. En enero, seis hombres de Monte Ne fueron arrestados por hurto mayor, acusados de robar puertas de Oklahoma Row y 500 pies (152 m) de tubería de la piscina. Iris Armstrong, residente de la zona, abrió un campamento de niñas al este del anfiteatro en 1922. La llamó Camp Joyzelle, en honor a la obra de Maurice Maeterlinck del mismo nombre. El campamento utilizó el anfiteatro para las obras de teatro y sus cabañas, bautizadas con el nombre de diosas griegas, salpicaban la ladera. Oklahoma Row se utilizó en 1945 para alojar a personas que habían venido a visitar a los campistas. Se utilizó para este propósito hasta 1962, así como para eventos sociales y actividades tales como obras de teatro y ceremonias de fogata. El campamento también utilizó la sección de boletos de la antigua estación ferroviaria para su principal albergue y edificio de artesanías. En 1955 Dallas Barrack, un anticuario de Springdale, compró Oklahoma Row y lo renovó en una tienda de antigüedades llamada Palace Art Galleries. Debía haber llevado "algunas de las mejores antigüedades de la zona" y creía que "el esplendor del antiguo hotel sólo aumentaba su valor".
Una iglesia bautista fue organizada en Monte Ne bajo el patrocinio de la Asociación Bautista del Condado de Benton como resultado de una serie de reuniones de renovación conducidas allí. La Iglesia Bautista Monte Ne sigue activa. Durante un tiempo en el verano de 1946, las Rogers Intermediate Girl Scouts realizaron un campamento en el Hotel Frances (antiguo Hotel Monte Ne). Aunque no era tan activa como antes, la antigua gasolinera y tienda del centro de Monte Ne seguía sirviendo a la población local.
El Monte Ne Inn, a dos o tres millas (3 a 5 km) de distancia del lugar donde se encontraba el resort en la autopista 94, abrió sus puertas en 1972 y sigue funcionando.
En 1948, W. T. McWhorter compró la antigua casa y oficina de madera de Harvey y el anfiteatro cercano, y lo convirtió en un restaurante que servía pollo, filete y pescado. También había un puesto de concesiones en el anfiteatro que funcionó hasta 1957, vendiendo bebidas, dulces, souvenirs y folletos sobre Harvey.
En enero de 1957, el Tulsa Daily World informó que 30.000 turistas visitaban Monte Ne cada año para ver el sueño de Harvey que ahora se está deteriorando. La Sociedad Histórica Estatal de Arkansas celebró su reunión anual de 1960 en Monte Ne y se reunió en el anfiteatro para escuchar a Clara Kennan, una maestra de escuela y nativa de Rogers que había estado fascinada por Monte Ne toda su vida, dar una charla sobre Harvey y su proyecto de pirámide. Su historia oral y sus entrevistas proveen la mejor información sobre Harvey y Monte Ne.

## Lago Beaver
La discusión sobre la construcción de presas en el río Blanco para el control de inundaciones comenzó en la década de 1930, y el Cuerpo de Ingenieros del Ejército de los Estados Unidos (CoE) celebró audiencias sobre la construcción de una presa en enero de 1946. La nueva presa crearía un lago de 80 km (50 millas) de largo, y un brazo se extendería hasta Monte Ne. Las obras de la presa de Beaver comenzaron en 1960, cuando el CoE se incautó y compró tierras alrededor del río Blanco. En julio de 1962, Mary Powell vendió el campamento Joyzelle al CoE, y W. T. McWhorten vendió también sus tierras.

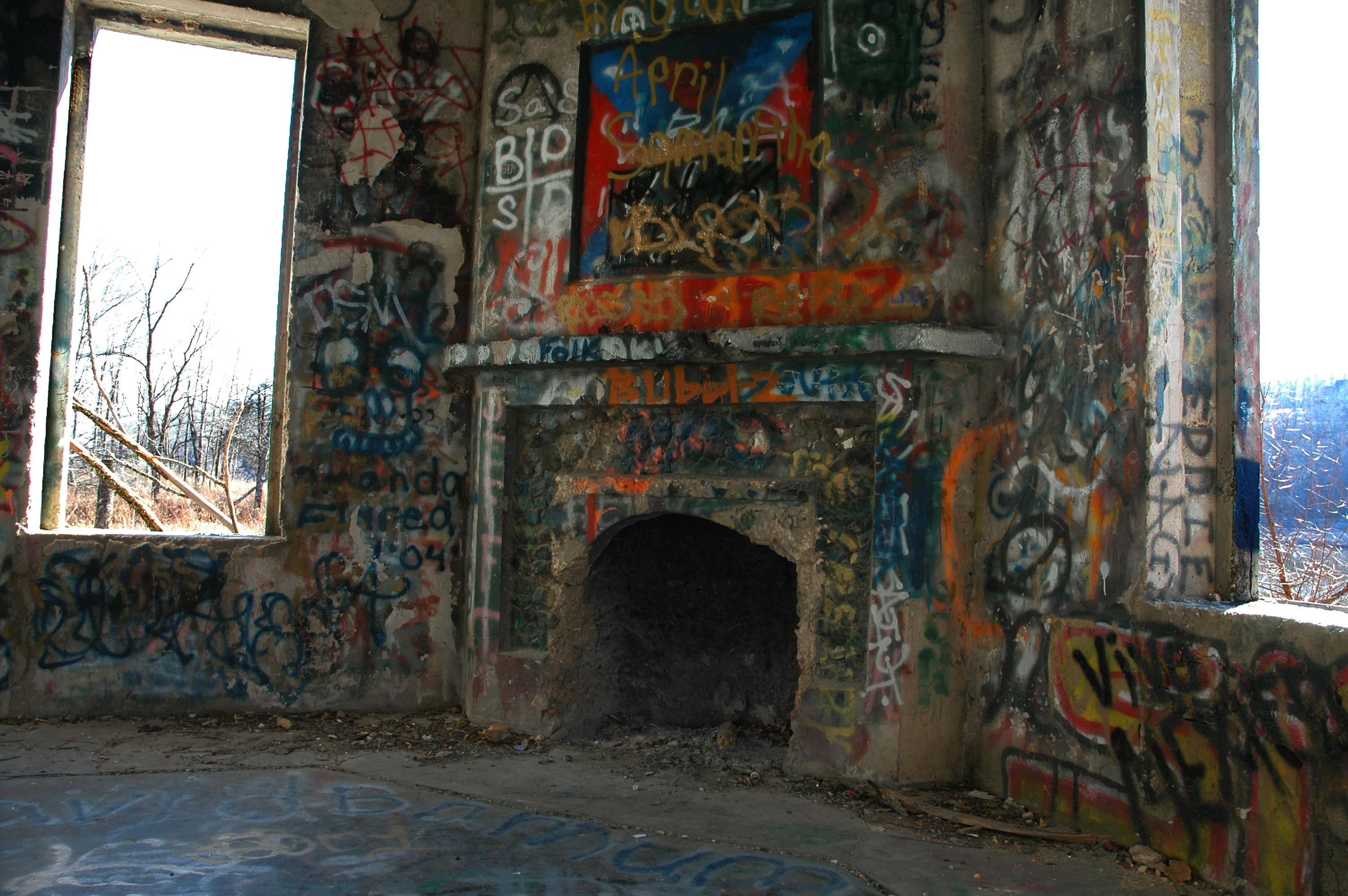
Las ruinas de Monte Ne han sido severamente vandalizadas y descuidadas, a pesar de estar inscritas en el Registro Nacional de Lugares Históricos.

El Gobierno Federal exigió que se trasladaran todos los cementerios y tumbas. Esto incluía la tumba de Harvey, y no era una tarea fácil. En 1962, el contratista Harald Mathis de Springdale tardó nueve días en arrasar la tumba de 40 toneladas y uno en moverla. El primer intento rompió un camión de plataforma plana. Otro contratista de Huntsville con un camión más fuerte tuvo que ser llamado. Una nueva carretera fue puesta en el nuevo sitio de la tumba de Harvey. La tumba fue colocada en la cresta de una colina donada por los viejos amigos y vecinos de Harvey, el Sr. y la Sra. Kenneth Doescher. Hoy en día, la tumba se encuentra en una propiedad privada visible desde la lancha Monte Ne en Beaver Lake. La reubicación de la tumba envejecida ejerció presión sobre ella, haciendo que se agrietara.
El CoE erróneamente creyó que las aguas del lago Beaver cubrirían el área de los grandes hoteles, por lo que esas parcelas se añadieron a los terrenos que compraron para el proyecto. Dallas Barrack, propietario de Oklahoma Row, sintió que había sido maltratado y que había recibido mucho menos de lo que valía su propiedad. El CoE celebró una subasta a puerta cerrada y J. G. Gladdens compró lo que quedaba de Missouri y Oklahoma Rows. Planeó mover los restos de Oklahoma Row fuera del camino de las crecientes aguas del lago. Para hacer esto, primero fue necesario retirar la porción de tronco o la cubierta del hotel. Las ventanas y puertas originales fueron desmontadas para la mudanza y luego se volvieron a instalar. Las chimeneas, así como todas las piedras principales fueron destruidas. También se vendieron en la subasta dos sillas de hormigón macizo que habían estado en la base del anfiteatro. Fueron comprados por el Sr. y la Sra. Ulis Rose de Rogers y fueron utilizados para decorar el césped de su restaurante y motel Town and Country. Las sillas todavía están ubicadas en Rogers; sin embargo, ahora se sientan sin ceremonia en el parque de Frisco sin ninguna placa o marcador que indique su significado. El sofá de hormigón se dejó en su sitio en la base del anfiteatro, porque nadie quiso intentar moverlo.

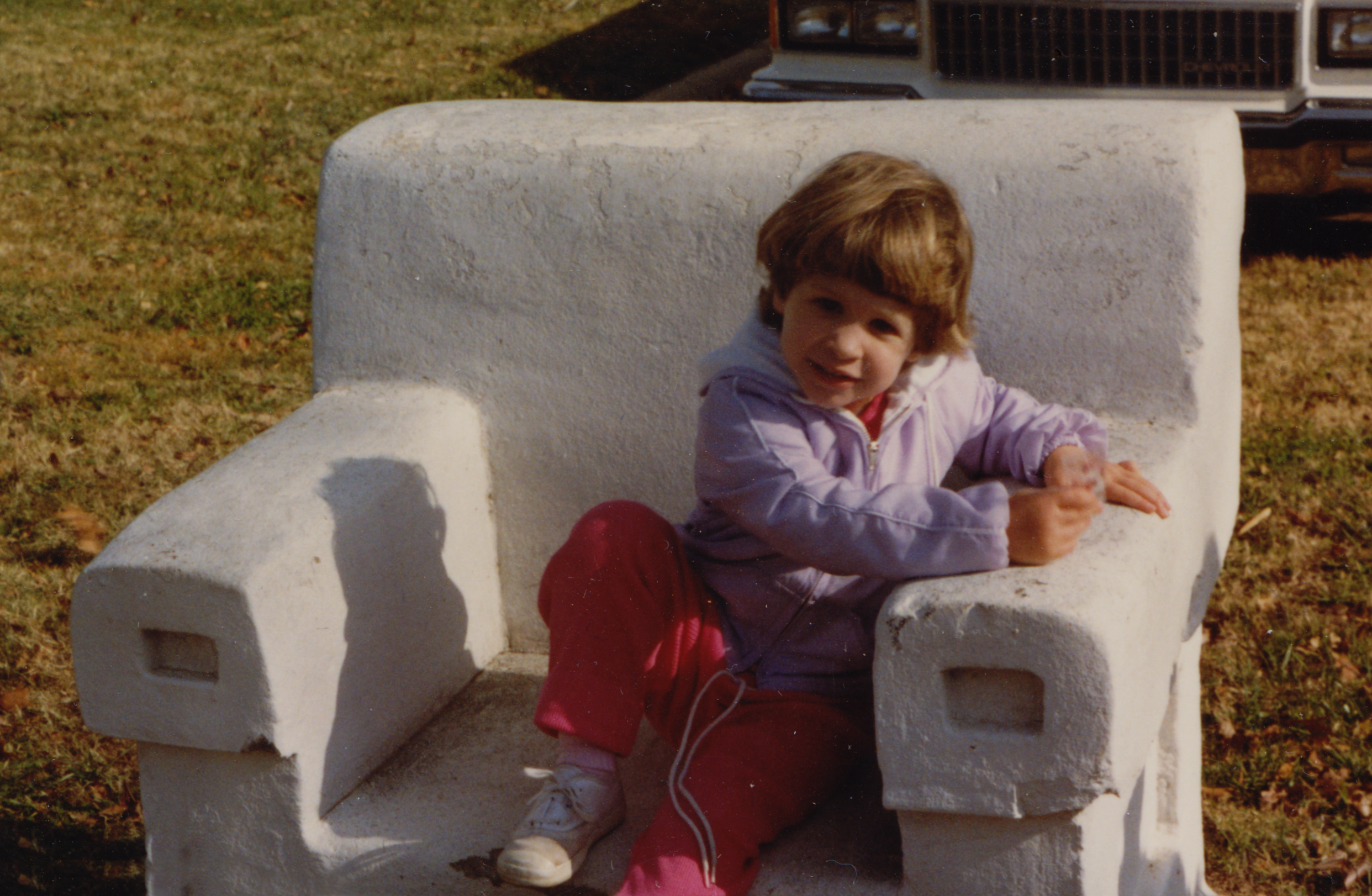
Un niño se sienta en una de las sillas del anfiteatro después de su traslado a Frisco Park.

Durante años, las historias circulaban de un tesoro enterrado en el anfiteatro. W. T. McWhorter estaba decidido a averiguar si era verdad, así que planeó dinamitar el anfiteatro el día en que iba a transferir la escritura al CoE. Los espectadores asistieron a la explosión planeada, pero fue detenida justo a tiempo por el abogado del CoE David Waid.
La presa fue terminada, y el lago Beaver estaba a toda su altura en junio de 1966. A todos los efectos, el Monte Ne de Harvey se había ido. Sin embargo, en épocas de sequía, algunas de las estructuras vuelven a ser visibles. El lago cayó a su nivel más bajo el 22 de enero de 1977, más de 27 pies (8 m) por debajo de su profundidad promedio, y el anfiteatro y los puentes fueron visibles por primera vez en más de 10 años. Antes de que el agua inundó de nuevo el centro de Monte Ne, el resto de los edificios fueron demolidos o trasladados para evitar problemas para los nadadores, boteros y pescadores. Los pocos puentes que cubrían la laguna y el anfiteatro no fueron demolidos.
En 2006, las aguas del lago Beaver una vez más retrocedieron a su nivel más bajo desde 1984, justo por encima de los 335 m (1.100 pies). Esto generó un nuevo interés breve en Monte Ne y la gente fue atraída de nuevo al borde del lago para explorar los restos. La parte superior del anfiteatro y el muro de contención construido para la pirámide nunca construida fueron expuestos durante un tiempo antes de ser tragados nuevamente por el lago.
El inundado Monte Ne se ha convertido en un sitio de interés para los submarinistas que se sumergen en el anfiteatro para echar un vistazo a la estructura sumergida. El agua es moderadamente clara y las temperaturas confortables.

## Restos

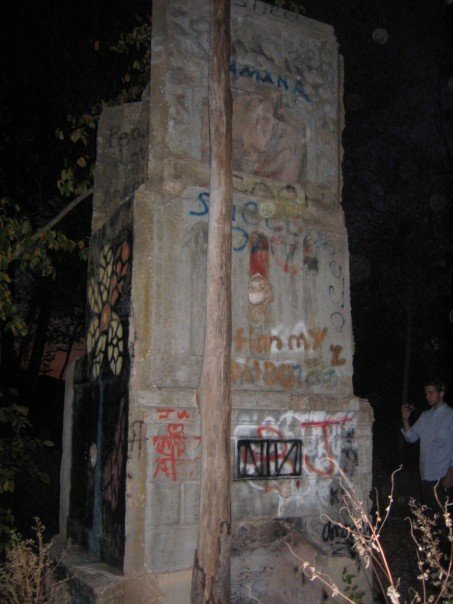
Una chimenea de cuatro lados es todo lo que queda de Missouri Row.

Una porción de tronco de la fila original de Oklahoma fue movida hacia el norte y ahora se encuentra en el lado este de la autopista 94 en Monte Ne. Se utiliza para el almacenamiento. La torre de concreto y piedra de tres pisos todavía se mantiene en pie y permanece sobre el agua al borde del lago Beaver. Esta sección a menudo se conoce incorrectamente como el edificio del banco y la suite de luna de miel. Monte Ne se agregó al Registro Nacional de Lugares Históricos en 1978 debido a la importancia histórica de estar tan estrechamente asociado con Harvey y su arquitectura e ingeniería únicas. A pesar de ello, lo que queda de Monte Ne ha sido víctima de un grave descuido y vandalismo. Está cubierto con pintura en aerosol y grafiti, además de estar agrietado y lleno de escombros. En 2011, el departamento de bomberos fue llamado para ayudar a una persona que había subido al piso superior y se quedó atascado en la chimenea. Debido a este incidente y al estado general de los restos, el Cuerpo de Ingenieros del Ejército erigió una alambrada temporal de alambre de púas alrededor de la torre.
Todo lo que queda de Missouri Row es una chimenea de concreto de cuatro lados rodeada por pedazos de cimientos, unas cuantas escaleras, plomería metálica y un muro de contención. Al este de eso, rodeando lo que ahora es el botadero Monte Ne, se encuentran restos de estructuras de piedra caliza. Algunos de estos son cimientos de la amplia escalera de madera construida frente al Hotel Monte Ne; algunos son componentes estructurales para los puentes de piedra gemelos que cruzaron la laguna y otros son simplemente muros de contención bajos. El anfiteatro y el muro de contención construido para la Pirámide están bajo el agua. Ocasionalmente, cuando los niveles de agua caen en verano, pueden verse.
Algunos de los caminos que rodean el área que era Monte Ne en el borde de Beaver Lake tienen nombres que reflejan lo que una vez estuvo allí. La carretera 94, que una vez condujo a Monte Ne, también se llama Monte Ne Road. Country Road 1195, que corre a lo largo del lago, también se llama Pyramid Street y está a unos pocos cientos de metros de donde la Pirámide se habría mantenido. Del mismo modo, la calle Canal está cerca, llamada así por las vías fluviales que recorrieron las góndolas de Harvey. Otras carreteras cercanas incluyen Oklahoma Drive, Vinda Drive y Monte Neates Drive.